# 平出淳
平出 淳（ひらで じゅん、1967年7月30日 - ）は、日本のテレビディレクター・映画プロデューサー。有限会社かにぞう代表取締役。

## 来歴
兵庫県神戸市出身。最終学歴は、千代田工科芸術専門学校放送芸術科卒業。
1988年にIVSテレビ制作に入社し、「天才・たけしの元気が出るテレビ!!」を担当する。 
その後、株式会社スタッフQに移り、フジテレビジョン第二制作部に出向 
様々なバラエティー番組のアシスタントを経験。JOCX-TV2「僕らの気分」でディレクターデビュー。 
1995年よりフリーランスとして活動開始。
珍プレー好プレー大賞、プロ野球ニュース、ウエイクアップ、ワールドアップリンク、オルトレ・イ・チンクワンタなど
スポーツ、ドキュメンタリー、情報番組などのジャンルも経験。　　　　　　　　　　　
1999年、「有限会社かにぞう」設立。
2015年、日本工学院専門学校　放送芸術科の講師を務めバラエティー番組の実習指導し、生徒が作った卒業制作が最優秀賞を受賞。　　　

## 賞歴
- 「カノッサの屈辱20世紀最終講義」 演出 - 2001年度　ギャラクシー賞　月間賞受賞
- AT-X「新春ナマ！福引きスペシャル昌也ＶＳ悠一どっちを選びまショック！！」演出 - スカパーアワード2010−2011アニメ・特撮部門賞受賞

## 参加作品

### テレビ
- チバテレ「コドモの未来をマモルTV 」ディレクター
- BS朝日　テイバンタイムズ　　ディレクター

- NHK総合　へんてこ生物アカデミー６　ディレクター
- MXTV　5時に夢中！　火曜日　ディレクター

- NHK総合　2022/2023全国合唱コンクール　ディレクター
- BSテレビ東京・KIBO放送局　ゆく地球くる地球/ The space sunrise 2023　年越し生放送＆生配信　ディレクター
- BS テレビ朝日　コドモミライ　〜あすを創るひらめき〜　ディレクター

### 動画配信
- フジテレビオンデマンド「音楽バカTV」 制作協力/ディレクター
- ２０２０オリンピック聖火リレー公式映像　ディレクター
- 株式会社エイテック「販売促進YouTube」　制作協力：構成/演出/撮影/編集/　完パケ納品

### 映画
- 拝啓、永田町- プロデューサー[1]

### ラジオ
- すっぴん!（NHKラジオ第一放送） - 構成・ディレクター（金曜日のコーナー「アフター3.11」）
- NHKジャーナル（NHKラジオ第一放送） - 構成・ディレクター（「医療・健康」のコーナー）

### 過去の作品
- TAGチャイナ　中国インターネット番組　「トレンディーアジアガイド」　演出
- NHK BSプレミアム　　「ニッポン各駅早周り旅」　演出
- NHK BSプレミアム　「ニッポン各駅車窓旅」　演出
- BSフジ「beポンキッキーズ」日曜日「ファミポン」　制作協力/ディレクター
- スバル自動車webインフォマーシャル「ガチャピン・ムック40周年」監督
- AT-X 新春ナマ！福引きスペシャル昌也ＶＳ悠一どっちを選びまショック！！　演出
- AT-X 「年越し生！モ〜っと爆笑させタイガー　人気声優くんずほぐれつSP 　　演出
- フジテレビ「バニラ気分　マツケン今ちゃんオセロのGO!GO!サタ」　演出
- スカパー・釣りビジョン「週末爆超計画・釣りの素」　　制作/総合演出
- BSフジ「コンテンツファンド」制作協力/演出
- フジテレビ「カノッサの屈辱20世紀最終講義」   演出

### 過去の番組
- NHK総合・国際放送　「ビギン・ジャパンロジー」構成/ディレクター
- NHK総合　正月特番「エンタスペース　Tokyo Bump!」ディレクター

- テレビ東京「元祖！でぶや」ディレクター
- テレビ朝日「あなあきロンドンブーツ」ディレクター
- TBS　「ワンダフル」月曜日　ディレクター
- フジテレビ「エンタメ遊園地　東京移住計画」ディレクター
- テレビ朝日[「邦子と徹のあんたが主役」　ディレクター